# Локути (Эстония)
Ло́кути (эст. Lokuti) — деревня в волости Саку уезда Харьюмаа, Эстония. Старейшина деревни — Ану Алтметс.

## География и описание
Расположена в северной части Эстонии. На севере граничит с Саустинымме, на западе с Каямаа, на юго-западе с Тыдва и на юго-востоке с Соокаэра-Метсанурга. Климат умеренный. Высота над уровнем моря — 46 метров. Официальный язык — эстонский. Почтовый индекс — 75514.

## Население
По данным переписи населения 2021 года, в Локути насчитывалось 88 жителей, из них 76 (86,4 %) — эстонцы.
По данным переписи населения 2011 года, в деревне проживали 80 человек, из них 64 (80,0 %) — эстонцы.
Численность населения деревни Локути по данным переписей населения:
| Год  | 1950 | 1959 | 1970  | 1979  | 2000  | 2011 | 2021 |
| ---- | ---- | ---- | ----- | ----- | ----- | ---- | ---- |
| Чел. | 75   | ↗ 94 | ↗ 139 | ↘ 136 | ↘ 109 | ↘ 80 | ↗ 88 |

## История
Первые упоминания относящиеся к деревне, датируются 1499 годом, когда здесь находился хутор Locketal. Хутор принадлежал кузнецу по имени Лохедал, который работал на мызе Сак (Саку). Вскоре после этого рядом появилось еще несколько хуторов. Позднее здесь была основана побочная мыза Паульсгоф (нем. Paulshof), относившаяся к мызе Сак. В источниках 1930 года деревня упоминается как Lokoti.
В 1950-х годах на территории Локути началось строительство современного населённого пункта. В 1976 году к Локути была присоединена деревня Соокаэра-Метсанурга и она находилась в её составе до 2005 года.
На территории Локути обнаружены кладбище XI века и три жертвенных камня. Эти объекты представляют археологическую ценность и охраняются государством.

## Транспорт
В Локути останавливается пригородный рейсовый коммерческий автобус № 219, следующий из Таллина в Аэспа, а также междугородние автобусы № 735 (Таллин—Вяндра) и № 872 (Таллин—Рапла).
Во время учебного года по рабочим дням в Куртна останавливаются автобусы местных линий № 13 и № 21.